# Ы́
Ы́ (minúscula: ы́; cursiva: Ы́ ы́) es una letra utilizada en algunas lenguas eslavas orientales. Indica una yery acentuada. Por ejemplo, en ruso,  puede ser utilizada para distinguir entre тру́сы "cobardes" y трусы́ "calzoncillo". Aun así, en ruso, el acento agudo es usualmente utilizado sólo en los diccionarios o los libros para niños.

## Uso
⟨Ы́⟩ es usado en las lenguas eslavas orientales, más comúnmente en el idioma ruso como una variante tónica de Ы: трусы́.
Esta tonalidad juega un papel importante en el ruso. Si quieres que la gente te entienda correctamente, es importante conocer el lugar del acento en las palabras.

## Relación con otras letras y caracteres similares
- Y y : Letra latina Y
- Ý ý : Letra latina Ý - letra utilizada en los idiomas checo, feroés, islandés, eslovaco, y turkmeno
- Ы ы : Letra cirílica Yery